# Бирманская звезда
Бирманская звезда — государственная военная награда Великобритании и Стран Содружества в период Второй мировой войны. Учреждена 8 мая 1945 г. (первоначально в 1943 году) по представлению премьер-министра У. Черчилля (1940—1945 гг.), первого лорда казначейства и министра обороны по повелению Его Величества, в честь победы союзных войск над странами гитлеровской коалиции.
Основная масса вручений состоялась сразу после окончания II Мировой войны (2 сентября 1945 г.).
Является одной из восьми наградных звёзд периода Второй Мировой войны.

## История
Бирманская звезда вручалась за заслуги военным-участникам Бирманской военной компании в период между 11 декабря 1941 года по 2 сентября 1945 года. Бирманская звезда вручалась также за заслуги участникам боевых действий:
- в Гонконге — в период между 26 декабря 1941 года и 2 сентября 1945 года;
- в Китае и Малайзии — в период между 16 февраля 1942 года и 2 сентября 1945 года;
- на Суматре — в период между 24 марта 1942 года и 2 сентября 1945 года.
- в Бенгальском заливе — с 11 декабря 1941 по 2 сентября 1945 года.
- Ассаме и Бенгалии — с 1 мая 1942 по 2 сентября 1945 года.

Участникам боевых действий Второй Мировой войны в Китае, Гонконге, Малайзии и на Суматре после с декабря 1941 года но до указанных выше периодов вручалась Тихоокеанская звезда.
 Наградные правила не предусматривали награждение Тихоокеанской звездой тех военных, которые были представлены к награждению Бирманской звездой, однако в дальнейшем была предусмотрена металлическая накладка на ленту награды указывающая на заслуги, равные награждению Тихоокеанской звездой.
Для получения награды были установлены следующие нормативы для пребывания в данных районах при условиях вышеуказанных сроках:
1) Для военнослужащих армии — 1 день и более оперативной службы.
2) Для военнослужащих авиационных частей — 1 и более оперативных или боевых вылетов.
3) Для моряков военного и торгового флота — 6 месяцев дислокации в Бенгальском заливе (в случае ранения, увечья или смерти награда выдавалась без учёта времени прохождения службы).
Кроме звезды за II Мировую войну «BURMA», учреждено было ещё 7 таких же звезд (так же 8 мая 1945 года), но с другими надписями и цветовым оформлением лент.
При повторном награждение вместо повторной звезды выдавалась пристежка с надписью «PACIFIC» (рус. перевод ТИХИЙ ОКЕАН"). Звезда за II Мировую войну «Бирма» («Бирманская заезда») является одной из почетных наград Великобритании периода II Мировой войны.

## Степени
Бирманская звезда имела одну степень.

## Описание

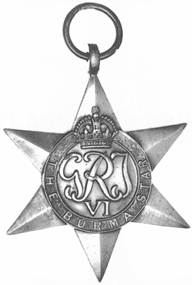
Знак награды

Шестиконечная бронзовая звезда высотой 44 и шириной 38 миллиметров. Лучи звезды прямые, заострённые, двугранные. В центре находится круглый медальон с широкой каймой. В медальоне королевская монограмма Георга VI «GRI VI» (Georg VI Reg Imperator) коронованная королевской короной. В кайме надпись: «THE BURMA STAR».
 Лента тёмно-красного цвета с широкими чёрными полосками по краям, обременёнными золотой равновеликой полосой по центру. Цвета ленты — оранжевый (солнце), красный и синий (Британское Содружество). Цветовая гамма ленты разработана Его Величеством королем Великобритании Георгом VI (1936—1952 гг.).